# 列萬季夫卡
47°27′59″N 29°30′32″E / 47.46639°N 29.50889°E
萊萬蒂夫卡（烏克蘭語：Левантівка）是位於烏克蘭西南部的村莊，由敖德萨州波季利斯克区的奧克尼市鎮負責管轄。該村始建於1840年，面積0.41平方公里，海拔高度197米，2001年人口129，人口密度每平方公里314.63人。